# Johann Christoph Neumeister
Johann Christoph Neumeister, Pseudonym: Johann Christlieb (* 1. Januar 1697 in Weißbach; † 14. Oktober 1769 in Dresden), war ein deutscher evangelisch-lutherischer Pfarrer und Autor.

## Leben und Wirken
Er war der Sohn des Weißbacher Pfarrers Benjamin Neumeister. Nach dem Schulbesuch schlug er eine theologische Ausbildung ein und studierte in Schneeberg und an der Universität Leipzig. 1722 wurde er Pfarrer in Tannenberg. 1733 wechselte er nach Dresden, wo er zweiter Pfarrer (Diakon) an der Annenkirche wurde. 1742 wurde ihm dort die erste Pfarrstelle übertragen, die er bis zu einem Tod 1769 ausübte.
In seiner Freizeit betätigte er sich als Buchautor.

## Schriften (Auswahl)
- Der verliebte Solande, und die gegenliebende Floramene. 1734.
- Vernunft- und schriftmäßige Betrachtung des ewig tödtenden Selbstmordes. 1735.
- Anweisung, wie sich Christen zu verhalten, wenn Gott sich anlasset, in einem Donnerwetter zu uns zu kommen. 1735.
- Haus- und Schulbibliothehek, oder Kinderbibel ... 1738.